# Gevlekte honingeter
De gevlekte honingeter (Xanthotis polygrammus) is een zangvogel uit de familie Meliphagidae (honingeters).

## Verspreiding en leefgebied
Deze soort is endemisch in Nieuw-Guinea en telt vier ondersoorten:
- X. p. polygrammus: Waigeo (West-Papoea).
- X. p. poikilosternos: Salawati en Misool (West-Papoea) en het westelijk deel van het hoofdeiland Nieuw-Guinea.
- X. p. septentrionalis: noordelijk Nieuw-Guinea.
- X. p. lophotis: zuidelijk-centraal, noordoostelijk en zuidoostelijk Nieuw-Guinea.

## Status
De grootte van de populatie is niet gekwantificeerd maar de soort wordt omschreven als algemeen. Op de Rode lijst van de IUCN heeft deze soort de status niet bedreigd.